# La Sexta
La Sexta (nom estilitzat laSexta) és un canal de televisió espanyol d'àmbit estatal i en obert que emet a través de la TDT i en les plataformes de televisió de pagament Movistar Plus+, Vodafone TV i Orange TV, exclusivament en format digital. És una de les cadenes de Atresmedia, juntament amb Antena 3, Neox, Nova, Mega i Atreseries. El seu principal competidor és el canal generalista Cuatro, propietat de Mediaset.
La programació és generalista, de tendència progressista, encara que amb especial presència de programes d'humor i entreteniment, sèries nord-americanes, tertúlies d'anàlisi social i polític, i retransmissions esportives.
La Sexta és controlada a través dels estudis d'Atresmedia a San Sebastián de los Reyes (Madrid). Anteriorment, quan era propietat de la Gestora d'Inversions Audiovisuals La Sexta, la cadena posseïa dues seus, una a la Ciutat de la Imatge a Pozuelo de Alarcón (Madrid), on es gravaven els informatius, programes i logística diversa, i una altra a l'edifici Imagina Esplugues de Llobregat (Barcelona), on es gestionava la seva continuïtat i emissió.
En 2013 va registrar un benefici net de -35 milions de €.

## Història

### Inicis
GIA La Sexta va rebre la llicència d'emissió el 25 de novembre de 2005. Va començar l'emissió en proves a TDT el 12 de desembre, poc abans de conèixer les freqüències analògiques assignades de Madrid (33) i Barcelona (63).
El 23 de desembre comença la seva emissió analògica amb el bucle que emetia en digital, a les ciutats de Madrid i Barcelona, estenent-se posteriorment. El 23 de gener de 2006 comença l'emissió d'un vídeo promocional sobre la sintonització de la cadena i no seria fins al 20 de febrer que començarien les emissions en proves amb continguts. Comencen a les 21:00 h amb documentals ("Champions", "Natura") i programes dedicats al tuning, "Tuning mania". Des del 22 de febrer La Sexta ja emetia 12 hores diàries de programació.
El 2 de març es produeix la primera emissió en directe, amb un partit de futbol entre Croàcia i l'Argentina, 5 dies abans que al Círculo de Bellas Artes de Madrid, José Miguel Contreras donés a conèixer en el Fòrum Europa la data oficial d'inici de la cadena, que seria el 27 de març.
Aquest dia, es produeix el llançament oficial de la cadena amb un programa presentat pel seu president, Emilio Aragón, en què anuncia al costat de Florentino Fernández, que emetrà el Mundial de Futbol 2006, encara que els drets dels partits de la Selecció espanyola serien compartits amb la cadena Cuatro.
Des del mateix inici del canal, com demostra la compra del mundial i de partits de seleccions, Mediapro, l'accionista de La Sexta, anuncia la seva entrada a Audiovisual Sport el 27 de juliol i dies després es confirma la concessió a La Sexta durant 3 anys de l'emissió d'un partit en obert els dissabtes a les 10 de la nit que fins aquell moment pertanyia a la Federación de Organismos o Entidades de Radio y Televisión Autonómicos. Poc després s'anunciaria que La Sexta compartiria amb Televisió de Catalunya, Televisió Valenciana i Televisión de Galicia aquests drets.
També va comprar els drets de la Copa de la Lliga anglesa de futbol i els del Mundial de Clubs del Japó 2006, en el qual va participar el FC Barcelona.
La cadena va emetre la final de 2007 de la Copa de la ULEB i va aconseguir els drets de transmissió dels EuroBaskets d'Espanya 2007, Polònia 2009 i Lituània 2011, i del Mundobasket de Turquia 2010 (Drets comercialitzats per Mediapro). El març de 2008 va adquirir a Mediapro els drets d'emissió de la Fórmula 1 per al període 2009 -2013. El 18 d'abril del mateix any anuncia l'adquisició a la FOM dels drets d'emissió de les GP2 Series.
Des de l'1 de juliol de 2007, La Sexta va deixar d'emetre a Digital + per culpa d'un conflicte causat per la publicitat de la plataforma on s'esmentava que aquesta tenia "tot el futbol" sense esmentar La Sexta, que aleshores emetia un partit cada dissabte.
Pel que fa a programes de producció pròpia, aquests són els que més fama han donat al canal, després dels esports, destacant espais com Sé lo que hicisteis... a la sobretaula, El Intermedio a l'access-prime time, Buenafuente a la franja nocturna o Salvados en horari de màxima audiència dels diumenges. Pel que fa a producció estrangera, aquesta cadena ha fet importants desemborsaments per comprar sèries d'èxit als Estats Units com Prison Break o My Name Is Earl. Disposa de sèries d'animació com Family Guy o Futurama.
El 30 de maig de 2008 es va posar en marxa la plataforma web 2.0 www.misexta.tv, on els usuaris poden veure els continguts de les seves sèries i programes en alta definició a qualsevol hora i a qualsevol lloc. El canal de televisió va haver d'utilitzar aquesta pàgina en haver comprat un ciberocupa el domini www.lasexta.tv, abans fins i tot que se li atorgués la llicència d'emissió, però finalment ara ja és propietat de La Sexta.
A l'abril de 2009 La Sexta va batre el seu rècord d'audiència en un 7,7% i el 4 de juny de 2009, i per segon dia consecutiu, La Sexta va marcar el seu màxim històric en una jornada sense esdeveniments esportius, aconseguint així un 7,7% de share. A la TDT va acabar el dia amb un 9,7% de share, superant així a Cuatro (8,2%). Aquesta mateixa setmana La Sexta va batre el seu rècord en dies laborables, amb un 6,8%.

### Premis
Des del començament de les seves emissions, La Sexta ha volgut desmarcar de la resta de cadenes realitzant una televisió de qualitat, plural i transparent. Aquest esforç ha estat reconegut en multitud d'ocasions.
- La Federación de Asociaciones de Implantados Cocleares de España (AICE) premia La Sexta pel gran nombre d'hores de programació subtitulada. Actualment subtitula més del 82% de la seva programació, on s'inclou íntegrament els seus informatius: la presentació de les notícies, les peces, els totals i els directes, i és l'única televisió de cobertura nacional que ho fa.
- El programa SLQH (Sé lo que hicisteis...) ha estat premiat en nombroses ocasions, sent aquestes les més destacades: 4 TP d'or, 4 premis ATV, premi Antena de Oro, premi micrófono de oro, i Premios de la Plataforma por una Televisión de Calidad 2008.
- El Intermedio. Premi Ondas 2009 com a millor programa d'actualitat.
- Buenafuente. Premi Ondas 2006, 2 premis ATV (2006-2007), Micròfon d'or, Premi TP d'or.
- Salvados. Premi Ondas 2008 a la innovació ia la qualitat televisiva.
- Noticias. 2 nominacions TP d'or a millor presentadora (Mamen Mendizábal), Antena d'Or a Helena Resano.
- Rockefeller plaza, sèrie que emet La Sexta, ha batut rècords en endur-se 22 nominacions als Emmy, considerats els Oscars de la tele.
- Premi Lliri de l'Associació de Dones Periodistes de Catalunya (2007).[10]

### Crítiques
El juliol de 2008 el Ministeri d'Indústria va obrir un expedient al canal per emetre continguts pornogràfics en horari de protecció infantil, dins dels programes Sé lo que hicisteis... i Family Guy.
Un altre assumpte espinós va ser l'emissió de Daiakuji: el mercenario del sexo (uns dibuixos animats japonesos de contingut pornogràfic (hentai)) on es podia veure explícitament com, en cada capítol, es violava a diverses noies. Després de ser denunciats des de diversos sectors de la població, (no tant per l'aspecte tan infantil de les noies que els mateixos homes havien de preguntar si de veritat eren majors d'edat, sinó per la brutalitat de les violacions que començaven amb una total resistència per acabar encantades), La Sexta es va plantejar retirar-los, però no ho va fer immediatament. La presentadora Mamen Mendizábal va obrir certa nit el noticiari criticant als que s'havien sentit ofesos per la sèrie hentai legant que: "només eren dibuixos animats". No obstant això, La Sexta va acabar per retirar, després de poc temps, l'esmentat programa. Però després va tornar a emetre's des del primer capítol davant la petició de nombrosos espectadors aficionats al gènere hentai al·legant tenir la "consciència tranquil·la" recolzant-se en les declaracions en directe de la presentadora Mamen Mendizábal ("només són dibuixos animats").
Segons el tercer informe de la Comissió Mixta de Seguiment del Codi d'Autoregulació de Continguts Televisius i Infància, La Sexta va ser el canal que més vegades va vulnerar aquest Codi entre març de 2007 i març de 2008, amb un total de 38 infraccions, sobre 52 denúncies rebudes. El programa del canal que va rebre més queixes davant el Comitè d'Autoregulació en aquest període van ser les reposicions matinals del programa d'entrevistes nocturn Buenafuente.
El setembre de 2008 el Jutjat Mercantil de Barcelona va prohibir a La Sexta l'emissió d'imatges de Telecinco, en considerar que aquesta pràctica infringia els drets de propietat intel·lectual. D'aquesta manera, la decisió del jutge va estimar parcialment la demanda de Telecinco per l'ús abusiu de fragments dels seus programes en tres espais de La Sexta: Sé lo que hicisteis, El Intermedio i Traffic TV. La sentència, així mateix, va condemnar a La Sexta al pagament d'una indemnització per danys i perjudicis. Finalment Telecinco va guanyar la demanda i a partir de l'11 de novembre La Sexta no pot emetre'n imatges.

### Intent de fusió Cuatro-La Sexta
En el segon trimestre de 2009, després d'aprovar la llei que permetia les fusions entre operadores nacionals de televisió terrestre, el portaveu de La Sexta va dir que la cadena estava disposada a fusionar-se amb una altra cadena de televisió d'àmbit estatal, en un principi es creia que seria una fusió seriosa amb Antena 3, però els rumors es van dissipar quan el president d'Antena 3 va dir "no és temps de fusionar-se, en aquests temps difícils hem d'aguantar, i així només resistirem les millors cadenes".
Poc després, Mediapro i Sogecable, acorden el final de la guerra del futbol, s'atorga a La Sexta el partit en obert les pròximes 3 temporades, i es donen un mes de termini per acordar una fusió.
El 25 juny 2009 La Sexta va batre el seu rècord de share diari sense esdeveniments esportius amb un 7,8% de share, amb el final de temporada de The Mentalist, que a la nit n'obtingué un 13,3%. El mes de juliol va començar a ser habitual que La Sexta superés a Cuatro en les audiències, però no prou per superar-la en el mensual. El va superar fins a quatre vegades consecutives del 12 de juliol al 15 de juliol.
Els rumors van creixent després que Buenafuente programés una entrevista amb Iñaki Gabilondo, cadascun des del seu plató corresponent, on un dels temes tractats va ser el de la fusió.
I encara que tot semblava encarrilat, i després de diverses prolongacions del termini, Sogecable i Mediapro van trencar negociacions, i es va truncar aquest acord, entre altres coses, per desacords sobre els percentatges accionarials de cada companyia i per actes com el llançament de Canal+ Liga per part de Digital+, en competència directa amb Gol Televisión, el que va fer que aquest canal hagués de rebaixar el seu cost a un de similar.

## Programes
Programes en antena:
- El Intermedio
- Salvados
- Al Rojo Vivo
- laSexta Noticias
- laSexta Deportes
- laSexta Noche
- laSexta Columna
- Equipo de Investigación
- Así nos va
- Más vale tarde
- El club de la comedia
- Pesadilla en la cocina
- Top Trending Tele

Alguns programes que ja han deixat d'emetre:
- El Intermedio Internacional Edition
- Buenafuente
- Sé lo que hicisteis...
- Alguien tenía que decirlo
- Periodistas FC
- Minuto y resultado
- El millonario
- Caiga quien caiga
- Mucho que perder, poco que ganar
- No sabe, no contesta
- Tarde directo

## Audiències
Evolució de la quota de pantalla mensual, segons les mesures d'audiència elaborats a Espanya per TNS.
Estan en negreta i verd els mesos en què va ser líder d'audiència entre les cadenes temàtiques de televisió digital (TDT).
| Any  | Gener | Febrer | Març | Abril | Maig | Juny | Juliol | Agost | Setembre | Octubre | Novembre | Desembre | Mitjana anual |
| ---- | ----- | ------ | ---- | ----- | ---- | ---- | ------ | ----- | -------- | ------- | -------- | -------- | ------------- |
| 2006 | -     | -      | -    | 0,2%* | 0,6% | 5,1% | 2,2%   | 2,4%  | 2,7%     | 2,5%    | 2,8%     | 3,2%     | 1,8%**        |
| 2007 | 3,0%  | 3,2%   | 3,5% | 3,3%  | 3,5% | 3,7% | 3,5%   | 3,7%  | 5,5%     | 4,5%    | 4,9%     | 5,1%     | 4,0%          |
| 2008 | 4,9%  | 5,2%   | 5,2% | 5,2%  | 5,4% | 5,0% | 5,2%   | 5,4%  | 6,0%     | 6,2%    | 6,4%     | 6,3%     | 5,5%          |
| 2009 | 6,5%  | 6,7%   | 6,7% | 7,7%  | 7,3% | 6,7% | 6,8%   | 6,9%  | 7,3%     | 6,8%    | 6,5%     | 6,6%     | 6,8%          |
| 2010 | 6,1%  | 6,2%   | 7,1% | 7,5%  | 7,7% | 6,5% | 5,8%   | 6,5%  | 7,0%     | 6,5%    | 6,8%     | 5,7%     | 6,6%          |
| 2011 | 6,3%  | 6,3%   | 6,0% | 6,2%  | 6,0% | 5,5% | 5,4%   | 5,0%  | 6,2%     | 5,3%    | 5,2%     | 5,2%     | 5,7%          |
| 2012 | 4,9%  | 4,8%   | 4,9% | 4,6%  | 4,7% | 4,5% | 4,6%   | 4,5%  | 5,0%     | 5,4%    | 5,4%     | 5,5%     | 4,9%          |
| 2013 | 5,4%  | 6,3%   | 5,9% | 6,1%  | 6,2% | 6,2% | 5,8%   | 5,3%  | 6,0%     | 6,2%    | 6,3%     | 6,4%     | 6,0%          |
| 2014 | 6,4%  | 6,9%   | 6,8% | 6,6%  | 7,3% | 7,4% | 6,8%   | 6,5%  | 7,2%     | 8,0%    | 8,2%     | 7,8%     | 7,2%          |
| 2015 | 7,7%  | 8,0%   | 7,7% | 7,4%  | 7,6% | 7,6% | 6,5%   | 6,4%  | 6,7%     | 7,3%    | 7,7%     | 7,6%     | 7,4%          |
| 2016 | 7,3%  | 8,0%   | 7,4% | 7,5%  | 6,9% | 7,2% | 6,3%   | 5,9%  | 7,0%     | 7,6%    | 7,2%     | 6,4%     | 7,1%          |
| 2017 | 6,4%  | 6,5%   | 6,4% | 6,3%  | 6,6% | 6,5% | 6,1%   | 6,0%  | 6,7%     | 9,1%    | 7,6%     | 6,7%     | 6,7%          |
| 2018 | 6,5%  | 6,6%   | 7,1% | 6,9%  | 7,1% | 7,4% | 6,6%   | 6,1%  | 6,5%     | 7,2%    | 7,3%     | 7,0%     | 6,9%          |
| 2019 | 7,3%  | 7,4%   | 7,2% | 7,5%  | 7,1% | 6,7% | 6,3%   | 6,0%  | 6,6%     | 7,7%    | 7,8%     | 6,4%     | 7,0%          |
| 2020 | 6,9%  | 6,7%   | 8,3% | 7,7%  | 7,6% | 6,9% | 6,2%   | 5,9%  | 6,7%     | 6,9%    | 7,0%     | 6,5%     | 7,0%          |
| 2021 | 6,9%  | 7,0%   | 6,8% | 6,6%  | 6,5% | 6,4% | 5,5%   | 5,3%  | 6,2%     | 6,4%    | 6,3%     | 6,4%     | 6,4%          |
| 2022 | 6,0%  | 7,2%   | 7,4% | 6,3%  | 6,0% | 6,3% | 5,3%   | 5,2%  | 5,9%     | 5,7%    | 5,8%     | 5,5%     | 6,1%          |
| 2023 | 6,0%  | 6,2%   | 6,3% | 5,8%  | 6,2% | 6,5% | 6,8%   | 5,8%  | 6,4%     | 6,5%    | 7,1%     | 6,0%     | 6,3%          |
| 2024 | 6,3%  | 6,4%   | 6,2% | 6,7%  | 6,6% | 6,2% | 5,6%   | 5,4%  | 6,2%     | 6,8%    | 7,4%     | 6,4%     | 6,4%          |
| 2025 | 6,4%  | 6,6%   | 6,6% | 6,5%  | 6,5% | 6,7% | 5,9%   |       |          |         |          |          |               |

* Màxim històric | ** Mínim històric

## Imatge corporativa
| Used from 2005–2007 | Used from 2007–2016 | Used from 2016- |
| 2005-2007           | 2007-2016           | 2016-           |
| ------------------- | ------------------- | --------------- |

### Eslògans
- 2006-2007: La tele que nos gusta.
- Estiu 2006: Todo va a cambiar.
- Nadal 2007: Cambiar la realidad también está en tus manos.
- 2008-2009: Presume de sexta.
- Nadal 2008: Presume de Navidad.
- Estiu 2009: Micropoemas.
- 2009-2010: Estás en la sexta.
- 2011-2012: laSexta se mueve.
- 2011: Elige tu sexta.
- Estiu 2013: Ven al verano.
- 2013-2014: Power.
- Nadal 2013-2014: Power Christmas.
- Estiu 2014: Summer Power.
- Nadal 2014-2015: Pon laSexta y espera que pase.
- Estiu 2015: El color del verano.
- Nadal 2015-2016: Feliz Variedad Feliz Sexta.
- Hivern 2016: Despierta tu sexto sentido.
- Primavera 2016-: Power

## Canals germans

### Resta de canals de televisió d'Atresmedia
En televisió, Atresmedia agrupa per a l'emissió dins de territori espanyol dos canals generalistes i altres cinc temàtics. El grup també compta amb un canal autonòmic a les Illes Canàries, un canal local en diverses ciutats i un canal internacional. Totes les cadenes es poden veure a través de TDT, plataformes de satèl·lit o cable. Els canals són:
| Logotip                  | Descripció |
| ------------------------ | --- |
| Antena 3                 | Antena 3: És el primer canal generalista del grup dedicat a tots els públics on emet una programació composta per espais propis i també programes d'entreteniment, concursos, sèries nacionals i internacionals, informatius i cinema, entre d'altres. Ofereix una programació blanca, familiar i per a tots els públics. |
|                          | Neox: És un canal temàtic orientat a un públic jove i urbà, amb una programació diària de sèries de ficció nacional i estrangera, programes d'entreteniment i l'emissió de cinema en els contenidors Cine Neox i Cinematrix.                                                                                              |
| Nova                     | Nova: És un canal temàtic la programació diària està orientada cap al públic femení convencional i la programació dels caps de setmana, cap a un públic més familiar. El canal emet sèries, telenovel·les, programes, cinema i redifusions de continguts de més èxit d'Antena 3 i La Sexta.                               |
|                          | Mega: És un canal temàtic la programació diària està orientada cap al públic masculí major de 25 anys, amb una graella composta per sèries i minisèries, formats d'actualitat i investigació, documentals i programes factual de tots els gèneres, esport, redifusions i cinema nacional i internacional .                |
|                          | Atreseries: És una cadena d'entreteniment en alta definició d'Atresmedia que emet a través de la TDT. Les seves emissions van començar el 22 de desembre de 2015. Emet una programació enfocada principalment a les sèries i el cinema.                                                                                   |
| Antena 3                 | Antena 3 Internacional: És un canal de televisió que va ser fundat l'any 1995 per emissions en alguns països d'Europa i Llatinoamèrica. La programació està formada per redifusions dels millors continguts d'Atresmedia.                                                                                                 |
| Atreseries Internacional | Atreseries Internacional: És un canal de televisió d'Atresmedia que opera des de juny de 2014. La programació està íntegrament dedicada a l'emissió de sèries d'Antena 3 durant les 24 hores, sense talls publicitaris |
|                          | Ver-T: És una televisió local pertanyent a Uniprex, filial d'Atresmedia, que emet exclusivament en Madrid, Màlaga, Sevilla i Torrent (País Valencià). Actualment emet redifusions de continguts antics d'Antena 3 i es dedica més aviat a produir continguts per al grup.                                                 |